# 集中
| ウィキペディアには「集中」という見出しの百科事典記事はありません（タイトルに「集中」を含むページの一覧/「集中」で始まるページの一覧）。 代わりにウィクショナリーのページ「集中」が役に立つかもしれません。 |